# Neil Peart
Neil Peart (født 12. september 1952, død 7. januar 2020) var trommeslager i  det canadiske band Rush. Han regnes for at være blandt verdens bedste trommeslagere og døde i en alder af 67 år af hjernekræft.
Mange professionelle musikere har gennem tiden været inspireret af såvel Neil Peart og de andre musikere i bandet.
Udover at være Trommeslager var han også lyriker i bandet.